# Hot Hot Hot/ミラーズ
『Hot Hot Hot/ミラーズ』（ホット ホット ホット/ミラーズ）は、東方神起の日本での47枚目のシングルである。2019年7月31日にavex traxから発売された。

## 概要
前作『Jealous』より約8ヶ月ぶりのリリースで、10thアルバム『XV』からの先行シングルである。両A面シングルとしては、2014年発売の『Sweat/Answer』以来約5年ぶりとなる。
「CD+フォトブック+スマプラミュージック（初回限定豪華盤）」「CD+スマプラミュージック（初回盤）」「CD+スマプラミュージック（Bigeast盤）」の3形態でリリースされた（詳細は下記を参照）。
収録曲のうち「ミラーズ」は、シングル作品において2017年発売の「Reboot」以来約2年ぶりのドラマ主題歌となっている。
シングルは、8月12日付のオリコン週間シングルランキングで2位を獲得。

## 発売形態
CD+フォトブック+スマプラミュージック（初回限定豪華盤）
- 品番：AVCK-79511
- A4サイズ特殊ジャケット、フォトブック（A4サイズ / 24ページ）
- ジャケットサイズカード封入（6種から1枚ランダムで封入）
- リリース記念イベント「Meet&Greet」応募シリアル封入

CD+スマプラミュージック（初回盤）
- 品番：AVCK-79512
- ジャケットサイズカード封入（6種から1枚ランダムで封入）
- リリース記念イベント「Meet&Greet」応募シリアル封入

CD+スマプラミュージック（Bigeast盤）
- 品番：AVC1-79513
- ジャケットサイズカード封入（6種から1枚ランダムで封入）
- Bigeastオフィシャルショップ限定特典：メンバー直筆コメント付きブックレット（ジャケットサイズ / 8ページ）
- リリース記念イベント「Meet&Greet」応募シリアル封入

## 収録内容
| #         | タイトル                    | 作詞      | 作曲                                          | 編曲      | 時間  |
| --------- | --------------------------- | --------- | --------------------------------------------- | --------- | ----- |
| 1.        | 「Hot Hot Hot」             | Kelly     | Nicolas Scapa Michael John Hancock John Fasse |           | 3:19  |
| 2.        | 「ミラーズ」                | 中村月子  | Hi-yunk                                       | Hi-yunk   | 4:47  |
| 3.        | 「Hot Hot Hot」(Less Vocal) |           |                                               |           | 3:19  |
| 4.        | 「ミラーズ」(Less Vocal)    |           |                                               |           | 4:43  |
| 合計時間: | 合計時間:                   | 合計時間: | 合計時間:                                     | 合計時間: | 16:08 |

## 曲の解説
1. Hot Hot Hot
爽快感を持たせたサマーソングとなっており、ミュージック・ビデオでは、メンバーがコミカルな動きをしている[8]。
2019年7月24日に放送されたフジテレビ系『FNSうたの夏まつり』でテレビ初披露となり、日向坂46と共演した[9]。
2. ミラーズ
テレビ朝日系木曜ドラマ『サイン-法医学者 柚木貴志の事件-』主題歌[10]。
タイトルの「ミラー（鏡）」には、そこに映し出される「心」を意味しており、歌詞には「人間は真実と嘘の狭間で、粉々になっては綺麗に生まれ変わりを繰り返すのではないか」というメッセージ性を持たせている[11]。
シングル発売に先駆け、7月11日より配信が開始された[8]。
8月22日から9月29日にかけて、この楽曲とドラマ『ミラーズ』とのコラボムービーが限定公開された[12]。

## タイアップ
- 日テレRESORT seazoo2019 テーマソング（#1）
- テレビ朝日系木曜ドラマ『サイン-法医学者 柚木貴志の事件-』主題歌（#2）

## 収録アルバム
Hot Hot Hot
- XV

ミラーズ
- XV